# Alojzy Majewski
Alojzy Lucjan Marek Majewski (ur. 25 kwietnia 1869 w Braunswalde (obecnie Gościszewo) koło Malborka, zm. 12 listopada 1947 w Borowinie nad Pilicą) – ksiądz pallotyn, misjonarz w Kamerunie, założyciel pallotynów na ziemiach polskich w 1907, pierwszy przełożony Polskiego Okręgu Stowarzyszenia Apostolstwa Katolickiego (księży pallotynów), założyciel i redaktor Wydawnictwa Księży Pallotynów.

## Działalność
Był synem Franciszka (nauczyciela w Gościszewie) i Joanny Franciszki z Kołaczkowskich. Uczęszczał do Collegium Marianum w Pelplinie, egzamin dojrzałości złożył w Malborku, teologię studiował w Wyższym Seminarium Duchownym w Braniewie (założył w seminarium kółko studentów polskich). Święcenia kapłańskie przyjął 29 marca 1894. Po święceniach pracował jako ksiądz diecezjalny w Biskupcu, Sząbruku i Świętej Lipce – na terenie dawnego zaboru pruskiego.
W tym czasie poznał późniejszych współpracowników: Augustyna Zarazę i Wojciecha Turowskiego.
Niedola polskich emigrantów, których poznał w czasie odwiedzin krewnych w Niemczech, skłoniła go do wstąpienia do niemieckich pallotynów w Limburg an der Lahn w 1901 z zamiarem przeszczepienia ich na tereny polskie, aby w duchu Pallottiego zajęli się pracą nad polskimi emigrantami, formacją świeckich i misjami zagranicznymi.
7 marca 1901 roku otrzymał strój stowarzyszenia, a pierwszą profesję na trzy lata złożył 24 czerwca 1902.
Trzy lata był misjonarzem w Kamerunie. 11 listopada 1907 z pomocą księdza Alojzego Hübnera założył w Jajkowcach (Antoniówce koło Kochawiny) w archidiecezji lwowskiej pierwszą pallotyńską placówkę na ziemiach polskich. Przez 16 lat (do 1925) był superiorem Polskiego Dystryktu Stowarzyszenia.
Zajmował się świeckimi współpracownikami pallotyńskimi, sprowadzeniem sióstr pallotynek do Polski, głoszeniem rekolekcji, jednocześnie bardzo intensywnie pisał i tłumaczył oraz przez wiele lat redagował czasopisma wydawane przez pallotynów: miesięcznik „Królowa Apostołów”, „Kalendarz Królowej Apostołów”, miesięczniki „Mały Apostoł” i „Rodzina Polska” oraz kwartalnik „Apostoł wśród Świata”.
Podczas II wojny światowej był więziony na Pawiaku w październiku 1939, a następnie przebywał w pallotyńskim domu w Warszawie na Krakowskim Przedmieściu, u przyjaciół w Tomczycach koło Nowego Miasta oraz w Borowinie, gdzie obsługiwał tamtejszą kaplicę.
Zmarł w wieku 78 lat w Borowinie. Spoczywa na pallotyńskim cmentarzu w Wadowicach na Kopcu.

## Publikacje
Ks. Majewski jest autorem wielu książek, artykułów prasowych oraz tłumaczeń, m.in.:

### Książki
- Kilka pieśni narodowych dla młodzieży szkolnej, 1912.
- Dla Chrystusa Króla, 1924.
- Jak kochać Jezusa! Książeczka do nabożeństwa w duchu św. Teresy od Dzieciątka Jezus, Wadowice 1926.[1]
- Podróż misyjna do Afryki, 1927.[2]
- Świat murzyński, 1930.[3]
- Brat Józef Lipkowski, 1931.
- Róże i lilje. Powiastki dla młodszej i starszej dziatwy[4], Wyd. Księży Pallotynów Warszawa 1934, wyd. III.

### Tłumaczenia
- H. Fahsel Konnesreuth, przyczynek do teologii mistycznej i filozofii religijnej, 1933.
- Lucas Jak pracować nad sobą, 1933.
- Lucas Klucz do bram wieczności, 1936.